# Felix Gall
Felix Gall (n. 27 februarie 1998, Nußdorf-Debant⁠(d), Tirol, Austria) este un ciclist profesionist austriac, care concurează în prezent pentru AG2R Citroën Team.

## Rezultate în Marile Tururi

### Turul Italiei
1 participare
- 2022: locul 50, câștigător al etapei a 15-a

### Turul Franței
1 participare
- 2023: câștigător al etapei a 17-a